# Dufourea chagrina
Dufourea chagrina är en biart som först beskrevs av Warncke 1979.  Dufourea chagrina ingår i släktet solbin, och familjen vägbin. Inga underarter finns listade i Catalogue of Life.